# Тень и кость
«Тень и кость» — дебютный роман американской фентези-писательницы Ли Бардуго. Первая часть трилогии «Гриша», входящей в состав вселенной Гришаверс. Впервые роман был опубликован в 2012 году издательством Macmillan Publishers в США. В России книга была выпущена издательством АСТ в 2018 году.

## Сюжет
Некогда могущественная страна Равка, родина носителей древней магии — гришей, переживает нелёгкие времена. Огромный каньон — Неморе, кишащий чудовищами-волькрами, разделился на две части: западную и восточную. Пройти сквозь него практически невозможно, воздух внутри окутан беспросветной мглой, а жуткие твари с острыми когтями и огромными зубами рвут человека на куски за секунды.
Алина и Мал выросли в детском приюте в доме князя Карамзина. Сейчас они служат в Первой Армии: она — тихая, неприметная девушка, начинающий картограф, он — красавец-следопыт, лучший в своём деле. Они дружат всю сознательную жизнь.
Волей судеб молодые люди оказываются на скифе, следующем через Каньон в Западную Равку за оружием и продовольствием. Во время этой поездки на них нападают волькры и Алина открывает в себе великий дар — призывать свет. Этот дар оказывается настолько сильным, что становится ясно — Алина способна спасти всю страну. С этого момента жизнь девушки круто меняется: теперь она элита — гриш на службе у могущественного и загадочного Дарклинга, главнокомандующего Второй Армией. Её главная задача — уничтожить Каньон и снова объединить страну.

## Главные герои
- Алина Старкова — сирота, гриш, заклинательница солнца
- Мал Оретцев — лучший друг Алины, следопыт
- Дарклинг — командующий Второй Армии
- Багра — учитель Алины
- Женя Сафина — гриш

## История создания
При написании трилогии Бардуго вдохновлялась историей Российской империи, она называет её «фантазией, основанной на эстетике, культуре, политике и социальной структуре России начала XIX века». Автор объясняет свой интерес к этому периоду в жизни России тем, что «образы, которые ассоциируются с русской культурой и историей, обладают огромной силой, это крайности красоты и жестокости». Бардуго называет серию «Царьпанк» (англ. Tsarpunk).
«В большинстве фантазий тьма метафорична; это просто способ говорить о зле (тьма падает по всей земле, наступает тёмный век и т. д.). Я хотела взять что-то образное и сделать это буквальным. Поэтому встал вопрос: „А что, если бы тьма была местом?“ Что если скрывающиеся там монстры были бы настоящими и более ужасными, чем всё, что вы когда-либо могли себе представить под своей кроватью или за дверью шкафа? Что, если бы вам пришлось сражаться с ними на их собственной территории, слепыми и беспомощными в темноте?», — говорила Бардуго в интервью Entertainment Weekly. «„Тень и Кость“ воплощает в жизнь мир святых и самоваров, убийц и суеверий, тёмной магии, придворных интриг и романтики.».

## Продолжение и связанные книги
История Алины Старковой и Дарклинга продолжается в романах «Штурм и буря» (англ. Siege and Storm), вышедшем годом позже, и «Крах и восход» (англ. Ruin and Rising), опубликованном в США в 2014 году.
Вселенная Гришаверс описывается также в романах «Шестёрка воронов» (англ. Six of Crows) и «Продажное королевство» (англ. Crooked Kingdom), действие которых разворачивается после событий, описанных в трилогии, но переносится из Равки в небольшое государство Керчия. Книги рассказывают о шестерых «потерянных и отчаянных» героях: бывшем заключённом из Фьерды, выдающемся стрелке с игровой зависимостью, беглеце из высшего общества, шпионке, девушке-грише и гениальном воре, которым предстоит совершить дерзкое похищение.
В 2019 году вышел роман «Король шрамов» (англ. King of Scars), рассказывающий о любимом персонаже самой Бардуго, который впервые предстанет перед читателями в романе «Штурм и буря», а затем появится и в романе «Продажное королевство», — короле Равки Николае Ланцове. Книга является прямым продолжением предыдущих двух серий.
В марте 2021 года издательство «Imprint» опубликовало вторую часть дилогии — «Правление волков», события которой разворачиваются спустя несколько месяцев после «Короля шрамов».

## Отзывы и критика
Роман получил высокие оценки критиков. В частности, The New York Times отмечает, что «богатство русского духа в романе доставляет огромное удовольствие». The Guardian в своей рецензии назвала роман «фантастической книгой с настоящим сердцем». Автор хвалит «Тень и кость» за присутствие всех фантастических элементов, которые любит читатель (даже сравнивает роман с классикой фэнтези — трилогией «Властелин Колец»): красивое и уникальное мироустройство, загадочная магия и искренние герои.

## Экранизация
В январе 2019 года Netflix анонсировал съёмки сериала, основанного на романах «Тень и кость» и «Шестёрка воронов». Режиссёром картины выступил Ли Толанд Кригер. Главные роли исполняют Бен Барнс (Дарклинг), Фредди Картер (Каз Бреккер), Джесси Мей Ли (Алина Старкова), Арчи Рено (Мал Оретцев), Амита Суман (Инеж Гафа), Суджая Дасгупта (Зоя Назяленская), Даниэль Галлиган (Нина Зеник), Дэйзи Хэд (Женя Сафина), Саймон Сирс (Иван). Съёмки сериала проходили в Венгрии.
Сериал вышел в свет в апреле 2021 года, и в фанатском сообществе получил название «Гришаверс».
В январе 2022 года в Будапеште начались съёмки второго сезона.